# Lembit Lõhmus
Lembit Lõhmus (Mustla, 25 settembre 1947) è un medaglista e illustratore estone.

## Biografia
Nato a Mustla, frazione di Tarvastu nell'allora Repubblica Socialista Sovietica Estone, ha realizzato più di 500 tra incisioni, xilografie e ex libris. Dal 1969 al 1975 ha frequentato la Scuola dell'Arte di Tartu e poi l'Istituto d'Arte della RSS Estone di Tallinn. Dal 1975 al 1977 una sede del Museo estone d'arte a Tallinn. Dal 1977 al 1988 è stato progettista di interni. Inoltre ha realizzato 200 francobolli per le Poste dell'Estonia nel periodo dal 2003 al 2010. Nel 2011 ha realizzato le monete euro estoni con la mappa dell'Estonia.

Moneta da 2 euro delle monete euro estoni disegnata da Lembit Lõhmus.